# James Archibald Houston
Pour les articles homonymes, voir Houston (homonymie).
James Archibald Houston (12 juin 1921 - 17 avril 2005) est un artiste, designer, auteur pour enfants et cinéaste canadien qui a joué un rôle important dans la reconnaissance de l'art inuit et a présenté la gravure aux Inuits. Les Inuits l'ont nommé «Saumik», ce qui signifie «celui de gauche». 

## Biographie
Né à Saint Catharines, en Ontario, James Houston a étudié l'art avec Arthur Lismer et a fait ses études à l'Université de l'École d'art et de design de l'Ontario (1938-1940), à l'Académie de la Grande Chaumière à Paris (1947-1948) et au Japon (1958–59) où il a étudié la gravure. Il a combattu pendant la Seconde Guerre mondiale avec le Toronto Scottish Regiment, recevant la Médaille canadienne du volontaire. Après la guerre, il est allé dans l'est de l'Arctique pour peindre et y a vécu pendant douze ans. Il était officier des services du Nord et administrateur civil de l'ouest de l'Île de Baffin. En 1962, il s'installe à New York et devient directeur associé du design chez Steuben Glass (en). 
Se déplaçant sans effort et avec grand succès entre différentes activités, sa plus grande réalisation a peut-être été son travail dans l'est de l'Arctique canadien, développant l'art inuit. En 1948, Houston s'est rendu dans une petite communauté inuite de l'Arctique québécois, Inukjuak (alors Port Harrison), pour dessiner et peindre des images des Inuits et du paysage arctique. Il a échangé ses propres dessins, faits sur place, pour une petite sculpture, par un chasseur inuit nommé Nayoumealuk, d'un cerf assis. Houston a reconnu son attrait esthétique et est retourné à la Canadian Handicrafts Guild (en), à Montréal, avec environ une douzaine de petites sculptures, réalisées principalement en stéatite. La guilde, qui avait essayé dès les années 1920 de favoriser un marché d'artisanat inuit, était impressionnée par la sculpture; ils ont été également impressionnés par Houston. La guilde obtint une subvention du gouvernement fédéral de 1 100 $ et renvoya Houston vers le nord à l'été 1949 pour effectuer des achats en vrac dans diverses communautés de l'est de l'Arctique. 
À son retour à Montréal cet automne, Houston a organisé sa première exposition de sculptures inuites. Selon le collectionneur Ian Lindsay, la première exposition affichait complet. Le gouvernement a investi plus de ressources dans le développement d'un marché de l'art et de l'artisanat dans l'Arctique, embauchant Houston pour vivre à Cape Dorset en tant que premier « officier itinérant de l'artisanat », et lui demandant d'écrire du matériel promotionnel pour les vendre dans le sud. Les expositions de vente d'automne de la guilde sont devenues des affaires annuelles, avec des files d'attente qui s'étendent régulièrement par la porte et en bas de la rue. À la fin des années 50, le gouvernement avait parrainé des tournées d'art inuit à travers l'Europe orientale et occidentale, l'Amérique du Sud et le Moyen-Orient. Après avoir lancé avec succès la sculpture inuit, Houston a introduit la gravure en 1957, qui a rencontré le même succès. 
Houston a vécu à Cape Dorset avec son épouse Alma Houston et ses deux fils, Samuel et John Houston jusqu'en 1962, lorsque le couple s'est séparé et il a déménagé à New York. Il était écrivain et producteur du film de 1974 basé sur son roman, The White Dawn. En 1976, sa sculpture de 70 pieds de haut en acrylique et aluminium "Aurora Borealis" a été installée dans le nouveau musée Glenbow de Calgary, où elle est toujours exposée. Il est décédé à New London, Connecticut, à l'âge de 83 ans. 

## Honneurs et récompenses
- Il était membre de la Royal Society of Arts.
- Il était membre honoraire du Collège des boursiers de la Société géographique royale du Canada.
- En 1972, il a été fait Officier de l'Ordre du Canada .
- En 1972, il a reçu un doctorat en littérature, honoris causa, de l'Université Carleton .
- En 1975, il a reçu un doctorat honorifique en lettres humaines du Rhode Island College (en).
- En 1979, il a reçu un doctorat honorifique en beaux-arts de l'École de design de Rhode Island.
- En 1977, il a remporté le Vicky Metcalf Award (en).
- En 1981, il a été nommé membre honoraire de l'Université de l'École d'art et de design de l'Ontario.
- En 1987, il a reçu un doctorat honorifique en droit de l'Université Dalhousie.
- En 1997, il a reçu la médaille Massey de la Société géographique royale du Canada.

## Œuvres

### Livres pour enfants
- Akavak: un voyage esquimau, 1968.
- Black Diamonds: A Search for Arctic Treasure, 1982.
- Drifting Snow: An Arctic Search, 1992, lauréat du Prix du Gouverneur général 1993
- Eagle Mask: A West Coast Indian Tale, 1966.
- The Falcon Bow: An Arctic Legend, 1986.
- Frozen Fire: A Tale of Courage, 1977.
- Ghost Paddle: A Northwest Coast Indian Tale, 1972.
- Ice Swords: An Undersea Adventure, 1985.
- Kiviok's Magic Journey: An Eskimo Legend, 1973.
- Long Claws: An Arctic Adventure, 1981.
- River Runners: A Tale of Hardship and Bravery, 1979, lauréat du prix du livre de l'année pour les enfants (en) de l'Association canadienne des bibliothèques (en) en 1980.
- Tikta'liktak: An Eskimo Legend, 1965, lauréat du prix du livre de l'année pour les enfants de l'Association des bibliothèques canadiennes de 1966.
- The White Archer: An Eskimo Legend, 1967, lauréat du prix du livre de l'année pour les enfants de l'Association des bibliothèques canadiennes de 1968.
- Whiteout, 1991
- Wolf Run: A Caribou Eskimo Tale, 1971.

### Livres pour adultes
- Confessions of an Igloo Dweller, 1995.
- Eagle Song: An Indian Saga Based on True Events, 1983.
- Eskimo Graphic Art: 1964-1965, 1965.
- Eskimo Handicrafts, 1951.
- Eskimo Prints, 1967.
- Ghost Fox, 1977.
- Hideaway: Life on the Queen Charlotte Islands, 1999.
- The Ice Master: A Novel of the Arctic, 1997.
- Ojibwa Summer, 1972.
- Running West, 1989.
- Songs of the Dream People, 1972.
- Spirit Wrestler, 1980. McClelland et Stewart,  (ISBN 0-7710-4250-7).
- The White Dawn: An Eskimo Saga, 1971.
- Zigzag: A Life on the Move, 1998.

## Film
- The White Dawn, réalisé par Philip Kaufman et sorti en 1974 : adapté du roman de James Archibald Houston.